# SS Normandie
Az SS Normandie francia óriás óceánjáró volt, amelyet Saint-Nazaire-ben építettek. Vízre bocsátásakor, 1932-ben a „legek” hajója volt: a leggyorsabb és messze a legnagyobb óceánjáró. Az SS Normandie a valaha épített legnagyobb teljesítményű turbóelektromos gőzhajó az utasszállítók közt.
Az első óceánjáró volt, amelynek névleges hasznos térfogata meghaladta a 60 ezer bruttó regisztertonnát (a Normandie névleges hasznos térfogata 83 423 BRT volt). Ez volt az első hajó, amelynek hossza meghaladta az ezer lábat (305 métert): 313,6 méter hosszú volt, és ez volt az első, amely több, mint 30 csomós átlagsebességgel tudott keresztülhaladni az Atlanti-óceánon. (Maximális sebessége 32,2 csomó volt.)
Mindezek ellenére üzletileg nem volt sikeres és részben kormánytámogatással közlekedett.
1942-ben, miközben háborús célra, csapatszállító hajónak alakították át, a Normandie a New York-i kikötőben lángra kapott és a szakszerűtlen oltástól felfordult majd elsüllyedt. Bár 1943-ban a világ legdrágább hajómentő akciójával kiemelték, a helyreállítása túl sokba került volna, ezért 1946-ban lebontották.

## Háttér
A „dübörgő húszas években” átalakult a hajózási piac: a társaságok a kiöregedő veteránok (mint az 1906-ban vízre bocsátott RMS Mauretania) kiváltására új hajókat igyekeztek építeni, amelyeknek új igényeknek kellett megfelelniük. A korábbi hajókat részben arra tervezték, hogy kiszolgálhassák a bevándorlóknak az Európából az Egyesült Államokba áramló tömegeit. Az 1920-as évek elejétől azonban az Egyesült Államok szűkebb keresztmetszetet szabott a bevándorlásnak, így az új óriáshajók inkább a nagyobb igényű középosztálybeli turisták, főleg amerikaiak számára készültek, akik az alkoholtilalom Amerikáját elhagyva szórakozásra vágytak. A Cunard Line és a White Star Line az új típusú verseny igényeire tekintettel építették új hajóikat, amelyeknek olyan hajókkal kellett versenyre kelniük, mint például a német Norddeutsche Lloyd SS Bremen és SS Europa nevű óceánjárói. A francia Compagnie Générale Transatlantique sem maradhatott ki ebből a versenyből és hamarosan meg is kezdte saját óriáshajójának tervezését.
Ebben az időben a francia cég zászlóshajója az Île-de-France volt, amely ugyan modern Art déco belsőkkel rendelkezett, külseje azonban konzervatív maradt. Eredetileg az új hajót is a cég korábbi hajóinak mintáit követve akarták megépíteni, de olyan tervezőre akadtak, aki új ötletekkel állt elő.

## Az építés
Az SS Normandie tervezője az orosz hajóépítő mérnök, Vlagyimir Ivanovics Jurkevics volt, aki új megoldásokat alkalmazott, köztük a vízvonal alatt előreugró hajóorrt.
Az építést 1931. január 26-án kezdték el, röviddel a világ részvénypiacainak 1929-es összeomlása után, a franciák számára kedvező időpontban. A brit versenytárs White Star Line ugyanis a válság után kénytelen volt abbahagyni saját nagy óceánjárójának építését, az ugyancsak brit Cunard Line hajó építése pedig a pénzügyi nehézségek miatt szintén késedelmet szenvedett. A bajok a francia építtető céget, a Compagnie Générale Transatlantique-ot sem kerülték el és kormánysegítségért kellett folyamodniuk, amit a sajtótámadások ellenére meg is kaptak.
Bár a hajó Franciaország nemzeti büszkesége volt, egyes részei máshol készültek, például a hatalmas kormánylapátot a cseh Škoda készítette el. A kormánymechanizmus, benne egy tikfa kerék, Edinburghben készült.
A hajó számos technikai-építészeti újdonsággal rendelkezett. Turboelektromos gépei jelentősen megjavították az üzemanyag felhasználás hatásfokát és megkönnyítették a karbantartást. A felső fedélzetek hajógépeit teljesen a hajótestbe integrálták, hogy még kellemesebbé tegyék a hajót az utasok számára.
1932. október 29-én kétszázezer néző előtt bocsátották vízre a hajót (a Loire-ra). A hajótest akkora hullámot vetett, amely több száz embert elöntött, de senki sem sérült meg. A hajót 1935 elejére teljesen felszerelték. A próbautak során a hajó nagyon jól teljesített, 32,2 csomós (59,6 km/h) sebességet ért el és a vészmegállítás során erről a sebességről 1700 méteren állt meg.
A hajóról készült leghíresebb posztert Adolphe Mouron Cassandre készítette, aki, mint a tervező is, orosz bevándorló volt.

## A hajóbelső
A hajó belső terei az Art déco és a Streamline Moderne stílusok mesterművei voltak. A szobrok és a festmények közül sok közvetlenül vagy közvetve Normandiára, a hajónak nevet adó régióra utalt. A korabeli rajzok és fényképek hatalmas, elegáns helyiségeket mutatnak. A gyermekek étkezőszobáját Jean de Brunhoff dekorálta Babar, az elefánt képeivel.
A legkápráztatóbb az első osztályú ebédlő volt: 93 méteres hosszával, 14 méteres szélességével és 8,5 méteres magasságával, egyszerre 700 vendéget kiszolgáló 150 asztalával ez volt a kor legnagyobb vízen úszó terme. Az ebédlőbe a vendégek 6,1 méter magas ajtókon keresztül léptek be, amelyeket Raymond Subes bronzöntvényei díszítettek: a tíz bronzmedál francia várakat és katedrálisokat ábrázolt, egyiken pedig az SS Ile de France volt látható. (A medálok és ajtódíszek, amelyeket 1945-ben elárvereztek, ma a Libanoni Miasszonyunk Maronita Katolikus Templomban láthatók Brooklyn Heightsban, a Remsen és a Henry sarkán.) Az ebédlőt 12 magas Lalique-üvegoszloppal világították meg, a falaknál még 38 világítóoszlop állt, és a mennyezetről is függött két hatalmas csillár. Mindezek miatta kapta a Normandie „a Fény Hajója” becenevet.
A nagy szalonba nyíló kávéház éjszaka szórakozóhelyként működött az utak során. A Normandie egy belső és egy külső úszómedencével is rendelkezett. (A világon a második hajóként, az olasz SS Rex után.) A hajónak volt kápolnája is és színháza, amely moziként is működött.
A tervezők vigyáztak, hogy a belső terekben az utasok számára hosszú látómezők nyíljanak és a felső középosztály hölgyei széles hosszú lépcsőkön mutogathassák ruháikat és ékszereiket.
Az elsőosztályú lakosztályok egyedi tervezésűek voltak. A legdrágábbak, a Deauville és a Trouville saját ebédlővel, zongorával, több hálószobával és külön fedélzetrésszel rendelkeztek. Az elsőosztály utasai részére számarányuknál jóval nagyobb arányban álltak rendelkezésre külön terek és szolgáltatások.

## A névadás
A készülő váz neve egyszerűen csak „T-6” volt, a szerződés számáról, mivel a névről hosszadalmas viták folytak. Felmerült, hogy az akkor nemrégiben meggyilkolt elnökről, Paul Doumer-ről nevezzék el a hajót. A Normandie név franciául furcsa, mert nincs előtte határozott névelő. (Nőnemben „la”, hímnemben „le”.) A névelő azért maradt el, mert a francia nyelvben a hajókat szokás szerint hímneműnek tekintik („le paquebot”), az angolban viszont nőneműnek, a francia cég pedig sok amerikai utast szándékozott szállítani és nem akarta megzavarni őket a hajó nevével.

## A vizeken
A Normandie pályafutása elsüllyedése előtt tipikus volt a kor óriási versenyére az óceánjárókat működtető cégek között.
Első útjára 1935. május 29-én futott ki 50 ezer néző előtt Le Havre-ból. Az út beváltotta a reményeket, a hajó megdöntve az olasz SS Rex rekordját négy nap, három óra és 14 perc alatt ért New Yorkba, és ezzel az első francia hajóként elhódította a Kék Szalagot. A visszaúton több, mint 30 csomós átlagsebességet ért el, ezzel is rekordokat döntve.
Egy sikeres év után 1936-ban azonban új versenytárs volt a láthatáron: a Cunard Line elkészült saját óriás óceánjárójával, a Queen Maryvel. Előre lehetett tudni, hogy a Queen Mary névleges hasznos térfogata meghaladja a 80 ezer bruttó regisztertonnát, amivel lekörözte volna a Normandie-t, hiszen az eredetileg csak bruttó 79 280 bruttó regisztertonna volt a névleges hasznos térfogata.
Ezért a Normandie tulajdonosa úgy döntött, hogy növeli a hajó felépítményének a térfogatát, főleg azzal, hogy a hátsó fedélzetre egy újabb turistahelyiséget építtetett. A Normandie így már vagy kétezer tonnával meghaladta a Queen Mary névleges hasznos térfogatát, és így a világ legnagyobbja maradt. A Kék Szalagot azonban a Queen Mary 30,14 csomós sebességgel elhódította, még ugyanazon év augusztusában. A következő év júliusában a Normandie visszanyerte, egy évre rá azonban ismét a Queen Maryé lett. Ekkor küldte a Normandie kapitánya a híres üzenetet a brit hajónak: „Bravó a Queen Marynek, a következő alkalomig!”. A második világháború azonban véget vetett ennek a versengésnek. Helyét a felszíni hajók és a tengeralattjárók vérre menő vetélkedése vette át, de ebben a versenyben a Normandie már nem vehetett részt.

### Híres utasai
- Colette francia írónő
- Marlene Dietrich
- Cary Grant
- James Stewart
- Georg von Trapp és énekes családja (A muzsika hangja című musical mintája)
- Valerij Pavlovics Cskalov

## A hajó néhány jellemzője
- Tulajdonos: Compagnie Générale Transatlantique
- Építő: Penhoët, Saint-Nazaire, Franciaország
- Vízre bocsátás: 1932. október 29.
- Első út: 1935. május 29.
- Pályafutása vége: 1942-ben kigyulladt, később eladták és 1946-ban lebontották
- névleges hasznos térfogata: 83 423 BRT
- Vízkiszorítása: 71 300 tonna
- Hossza: 313,6 m (1029 láb)
- Szélessége: 36,4 m (119,4 láb )
- Magassága: 56,1 m (184 láb)
- Főgépe: 160 000 lóerő
- Sebesség: Tervezési sebesség 29 csomó, maximális 32,2 csomót is
- Befogadóképesség: 1972 utas (848 első osztályú kabinban, 670 turistaosztályú, 454 harmadosztályú) és 1345 főnyi személyzet

Lásd még:
- RMS
- Cunard Line
- RMS Queen Mary
- RMS Queen Elizabeth

## Fordítás
- Ez a szócikk részben vagy egészben  a   SS Normandie című angol Wikipédia-szócikk fordításán alapul.  Az eredeti cikk szerkesztőit annak laptörténete sorolja fel. Ez a jelzés csupán a megfogalmazás eredetét és a szerzői jogokat jelzi, nem szolgál a cikkben szereplő információk forrásmegjelöléseként.